# Sveti Bonaventura
Sveti Bonaventura (krstno ime Giovanni Fidanza, s častnim nazivom Doctor Seraphicus), svetnik, cerkveni učitelj, kardinal rimskokatoliške Cerkve, general uboštvenega reda svetega Frančiška Asiškega, sholastični filozof, teolog in mistik, njegov god rimskokatoliška Cerkev obhaja 15. julija, * okrog 1221, vas Bagnoregio, blizu mesta Viterbo, Lacij, Italija, † 15. julij 1274, Lyon, Francija.

## Življenjepis
Bonaventura je bil poleg Tomaža Akvinskega vodilna osebnost v visoki sholastiki. Bil je redovnik in manjši brat, poučeval pa je tudi v Parizu in Oxfordu. Je utemeljitelj srednjeveškega nominalizma v filozofiji, poleg tega pa je razvil tudi temeljna načela sodobne izpovedne logike. Ker pravi, da Božja milost ni odvisna od človeških zaslug, ga neupravičeno obtožujejo zgrešenega poučevanja.

### Delo na 2. lyonskem koncilu
Na prošnjo papeža Gregorja je sprejel glavno breme pri vodenju Drugega lyonskega vesoljnega cerkvenega zbora, med katerim je kmalu po carigrajskem podpisu zedinjenja od naporov hudo zbolel in tudi umrl.

Ko so se grški škofje vrnili v Carigrad, jih je začelo napadati ljudstvo, menihi in duhovščina, češ zakaj da so se poklonili papežu. Patriarh in drugi poslanci pa so odgovarjali: »Mi nismo podpisali zedinjenja zaradi papeža, ampak zaradi ljubeznivega in modrega Bonaventura."  
Pozneje je večina podlegla hudemu pritisku javnega mnenja in preklicali so svoj podpis. Duša zedinjenja, carigrajski patriarh Janez Bekos in cesar Mihael Paleolog pa sta pri podpisu vztrajala, prvi iz prepričanja, drugi pa iz političnih razlogov.